# (3214) Makarenko
(3214) Makarenko (1978 TZ6; 1975 BR1; 1979 YR7; 1980 BB4) ist ein ungefähr 19 Kilometer großer Asteroid des äußeren Hauptgürtels, der am 2. Oktober 1978 von der ukrainischen (damals sowjetischen) Astronomin Ljudmyla Schurawlowa am Krim-Observatorium (Zweigstelle Nautschnyj) auf der Halbinsel Krim (IAU-Code 095) entdeckt wurde. Er gehört zur Eos-Familie, einer Gruppe von Asteroiden, die nach (221) Eos benannt ist.

## Benennung
(3214) Makarenko wurde nach dem Pädagogen und Schriftsteller Anton Semjonowitsch Makarenko (1888–1939) aus dem Russischen Kaiserreich, Russland und der Sowjetunion benannt.